# Öves díszcsík

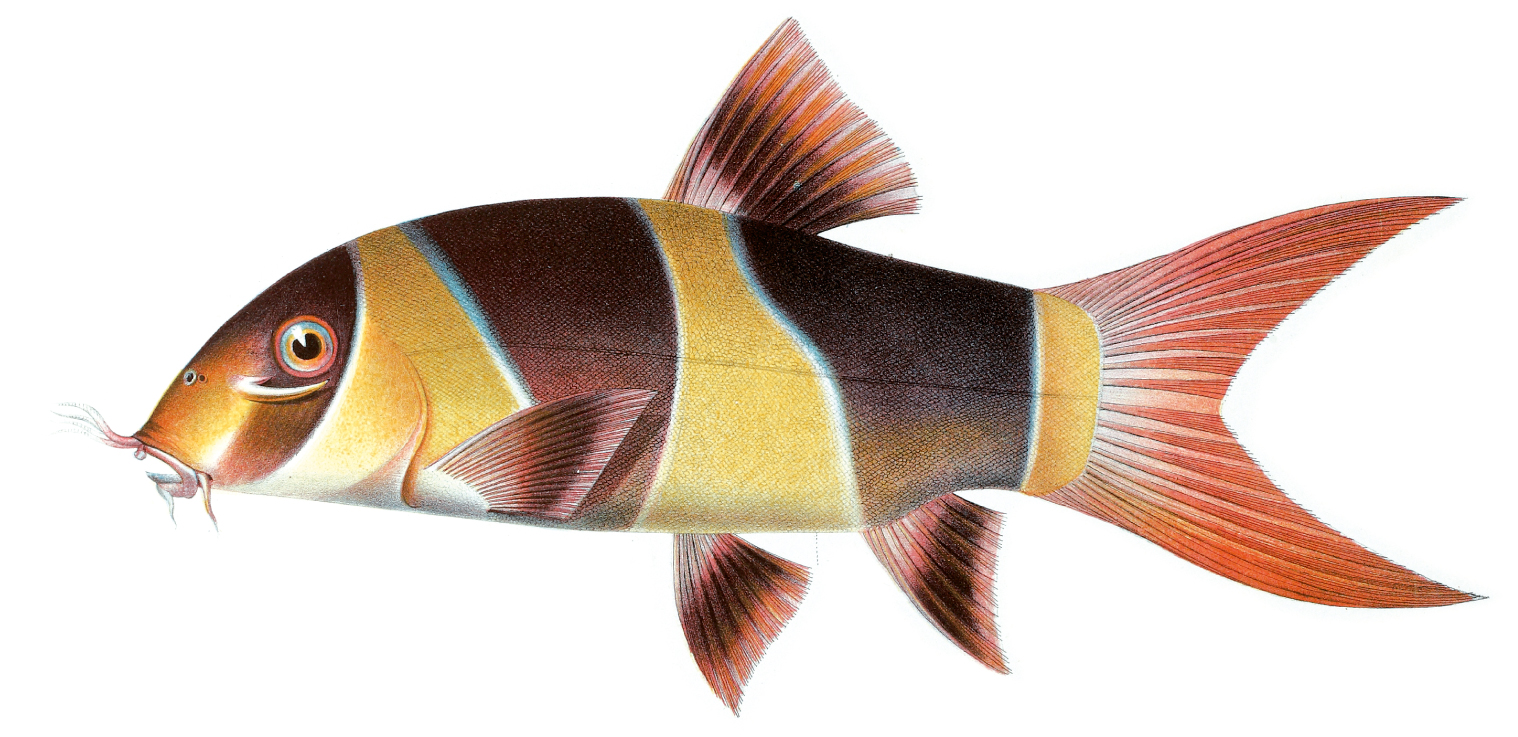

Az öves díszcsík (Chromobotia macracanthus vagy Botia macracantha) a sugarasúszójú halak (Actinopterygii) osztályának pontyalakúak (Cypriniformes) rendjébe, ezen belül a Botiidae családjába tartozó Chromobotia halnem egyetlen faja.
A halat először Cobitis macracanthus néven Pieter Bleeker írta le 1852-ben. 1989-ben, a tudományos nevét Botia macracanthus-ra változtatták. 2004-ben, Dr. Maurice Kottelat megosztotta a Botia nemzetséget, amely jelenleg 47 különböző fajt, hét különálló nemzetséget foglal magába. Az öves díszcsík egy saját nemzetséget, a Chromobotia-t képviseli.

## Előfordulása
Délkelet-Ázsiában és szigetein (Szumátra, Borneó, Indonézia) honos.

## Megjelenése
Testhossza elérheti a 30 centimétert. Ívelt, narancssárga testét három fekete sáv keresztezi. A harmadik sáv kiterjed a farok alatti úszóra is. A mell-, a has-és a farokúszó vöröses narancssárga, a hátúszó és a farok alatti úszó fekete, szegélyük világos színű. A kicsi pikkelyek miatt a hal teste simának és fénytelennek látszik. Szeme előtt kimerevíthető tüske van, ami beleakadhat az akváriumi hálóba. Hasoldala lapos.  
|  |

## Életmódja
A természetben ragadozó életmódot folytat, de akváriumi körülmények között elfogadja a granulátumokat is. 
Egyáltalán nem nyugodt, csendes hal, éjjel és alkonyatkor rendkívül aktív, sokat mozog. Mint más csíkfélék, képes kattogó hangokat kiadni. Nem kedveli a túl világos medencét.

## Szaporodása
Tenyésztése nehéz, ikrarakó. Szaporítása még részben megoldatlan, ezért a mai napig sok díszcsíkot fognak be a természetből.

## Tartása
Békés rajhal. Kiváló csigairtó, legtöbbször ezen tulajdonsága miatt tartják. Nagy akváriumot igényel, mivel a kifejlett példányok elérhetik a 30 cm-t. Az akváriumban azonban  kisebbek, ritkán érik el a 20 cm-t. Talajlakó, sok növényzetet és búvóhelyet kell biztosítani a számára.
Sajnos ez a rajban igen mutatós hal érzékeny a darakórra, de kedvező tartás mellett magas kort, akár 14 évet is elérhet.
Ideális tartási körülmények:
- vízhőmérséklet: 24-28 ´C
- pH: 6-7
-gH: 3-8